# Zeng Guoqiang
Zeng Guoqiang (曾 国 强S; Dongguan, 18 marzo 1965) è un ex sollevatore cinese, campione olimpico dei pesi mosca (fino a 52 kg) nel 1984.

## Carriera
Nato nella Provincia del Guangdong, Zeng Guoqiang iniziò la pratica del sollevamento pesi nel 1976 in una scuola di Dongguan. Nel 1983 si arruolò nell'esercito popolare cinese e nello stesso anno divenne anche membro della squadra nazionale cinese di sollevamento pesi.
Nel 1983, ha anche disputato il suo primo grande concorso internazionale, partecipando al Campionato mondiale juniores tenutosi a Il Cairo, e conquistando il 3º posto nei pesi mosca.
Nel 1984 è stato convocato ai Giochi Olimpici di Los Angeles, dove ha potuto sfruttare l'occasione data dall'assenza degli atleti del blocco dell'Europa orientale a causa del boicottaggio, vincendo la medaglia d'oro nei pesi mosca con 235 kg. (105 + 130), precedendo il connazionale Zhou Peishun, anch'egli con 235 kg. (107,5 + 127,5). Questa competizione olimpica era valida anche come Campionato mondiale, quindi Zeng ottenne una doppia vittoria. Aveva solo 19 anni all'epoca e divenne il primo sollevatore cinese a vincere una medaglia d'oro olimpica.
Nel 1985 ha partecipato ad un'altra edizione dei Campionati mondiali a Södertälje, ottenendo la medaglia d'argento con 242,5 kg. (107,5 + 135), dietro al bulgaro Sevdalin Marinov, il quale totalizzò 252,5 kg. (112,5 + 140), e davanti al polacco Bernard Piekorz con 237,5 kg. nel totale.
Nel 1986 ha ottenuto il 2º posto ai Giochi asiatici di Seul nei pesi gallo (fino a 56 kg), dietro al suo connazionale He Yingqiang.
Dopo questa gara non ha partecipato a nessun'altra competizione internazionale di rilievo.